# Гоферові
Гоферові (Geomyidae) — родина гризунів з групи немишовидих (Rodentia non-Muroidea). Родина вміщує риючих, північноамериканських гризунів, діапазон поширення яких простягається приблизно від 54° пн.ш. до південного кордону Панами. Назву «гофери» має також один з родів черепах (Gopherus).

## Характеристика
Мають дуже маленькі очі й вуха, короткі, вкриті волоссям лапи і великі щічні мішки. Голий хвіст відносно короткий. Як адаптація до копального способу життя, слізні залози безперервно виділяють в'язку речовину, щоб захистити очі від потрапляння бруду, зуби розташовані за межами губ, які можуть закриватись за ними. Таким чином, тварини можуть використовувати свої зуби для риття, не боячись, що пісок потрапить в рот. Є п'ять сильних кігтів на передніх лапах. Довжина тіла: 9-30 см, на додачу 4-14 см хвіст. Вага в кілька сот грамів. Кілька видів досягають ваги до 1 кг. У всіх видів, самці більші за самиць. Більшість видів мають коричневе хутро, що збігається з кольором ґрунту, в якому вони живуть.
Зубна формула:
| Зубна формула |
| ------------- |
| 1.0.1.3       |
| 1.0.1.3       |

## Життя
Майже все своє життя проводить під землею. Тільки у виняткових випадках веде пошук їжі на поверхні. Їжею є підземні частини рослин, тобто коріння і бульби. Гоферові переносять їжу в защічних мішках у більш глибокі комори. Гоферові є поодинокими поза сезоном розмноження й агресивно підтримають території, які різняться за розміром залежно від наявних ресурсів. Хоча вони намагатимуться втекти, коли знаходяться під загрозою, вони можуть атакувати інших тварин, включаючи кішок і людей і можуть завдати серйозних укусів довгими, гострими зубами. Ворогами є Mephitidae, Taxidea taxus і деякі змії роду Pituophis.

## Відтворення
Дитинчата з'являються на світ сліпими і безпомічними, і віднімають від грудей за близько сорок днів. Залежно від виду та місцевих умов, представники родини можуть мати конкретні щорічні сезони розмноження, або можуть розмножуватися неодноразово протягом року. У виводку зазвичай 2—5 дитинчат, хоча може бути більше у деяких видів (до 10).

## Систематика
- Родина Geomyidae
  - Рід Cratogeomys
    - Cratogeomys castanops
    - Cratogeomys fulvescens
    - Cratogeomys fumosus
    - Cratogeomys goldmani
    - Cratogeomys merriami
    - Cratogeomys perotensis
    - Cratogeomys planiceps

  - Рід Geomys
    - Geomys arenarius
    - Geomys attwateri
    - Geomys breviceps
    - Geomys bursarius
    - Geomys knoxjonesi
    - Geomys personatus
    - Geomys pinetis
    - Geomys texensis
    - Geomys tropicalis

  - Рід Orthogeomys
    - Orthogeomys cavator
    - Orthogeomys cherriei
    - Orthogeomys cuniculus
    - Orthogeomys dariensis
    - Orthogeomys grandis
    - Orthogeomys heterodus
    - Orthogeomys hispidus
    - Orthogeomys lanius
    - Orthogeomys matagalpae
    - Orthogeomys thaeleri
    - Orthogeomys underwoodi

  - Рід Pappogeomys
    - Pappogeomys alcorni
    - Pappogeomys bulleri

  - Рід Thomomys
    - Thomomys bottae
    - Thomomys bulbivorus
    - Thomomys clusius
    - Thomomys idahoensis
    - Thomomys mazama
    - Thomomys monticola
    - Thomomys talpoides
    - Thomomys townsendii
    - Thomomys umbrinus

  - Рід Zygogeomys
    - Zygogeomys trichopus